# 南ケ丘 (栄町)
南ケ丘（みなみがおか）は、千葉県印旛郡栄町の町丁。現行行政地名は南ケ丘一丁目および南ケ丘二丁目。郵便番号270-1533。

## 地理
東は押付、西は南に隣接している。

## 世帯数と人口
2017年（平成29年）11月1日現在の世帯数と人口は以下の通りである。
| 丁目         | 世帯数  | 人口  |
| ------------ | ------- | ----- |
| 南ケ丘一丁目 | 166世帯 | 364人 |
| 南ケ丘二丁目 | 208世帯 | 432人 |
| 計           | 374世帯 | 796人 |

## 小・中学校の学区
町立小・中学校に通う場合、学区は以下の通りとなる。
| 地域         | 小学校           | 中学校         |
| ------------ | ---------------- | -------------- |
| 南ケ丘一丁目 | 栄町立布鎌小学校 | 栄町立栄中学校 |
| 南ケ丘二丁目 | 栄町立布鎌小学校 | 栄町立栄中学校 |

## 施設

### 一丁目
- 印西警察署布鎌駐在所
- 栄町学校給食センター
- リバーパーク四季の丘南ケ丘集会所
- 南第一児童公園
- 下堤外児童公園
- 湖沼緑地
- 南中継ポンプ場

### 二丁目
- 南第二児童公園
- 上未高児童公園

## 交通

### バス
- 栄町循環バス[5]
  - 布鎌循環ルート[6][7]
    - （西） - 46南ヶ丘2丁目 - （南） - 48南ヶ丘集会所 - （小林駅） - 50南ヶ丘1丁目 - （押付）